# Adesmia crassicaulis
Adesmia crassicaulis är en ärtväxtart som beskrevs av Rodolfo Amando Philippi. Adesmia crassicaulis ingår i släktet Adesmia och familjen ärtväxter. Inga underarter finns listade i Catalogue of Life.